# Большая Черепаха
Большая Черепаха — малая река, протекающая через Таганрог в районе рощи «Дубки» и впадающая в Таганрогский залив Азовского моря. Большая Черепаха включена в государственный водный реестр, как малая река.

## Описание
Русло Большой Черепахи располагается в одноимённой балке. Длина балки Большая Черепаха — 15,0 км, глубина 8-10 метров, ширина по верху 150—200 метров. На большей части балка засыпана, по дну проложены ливнесточные коллекторы. Большая Черепаха впадает в Азовское море в районе Чеховской набережной (гостиница «Приазовье»). Склоны балки крутые и обрывистые, особенно в верховьях, наблюдается размыв и разрушение склонов.
Рядом с устьем реки Большая Черепаха на берегу моря в петровские времена была расположена трёхбастионная крепость «Черепаха» («городок Черепахин», «крепостца Черепахинская»). В октябре 1702 года Фёдор Апраксин докладывал в одном из своих писем Петру I: «На Миусе, Государь, город четвероугольный, такодже и у моря треугольник, между ими линия, за помощию Божиею, зделана изрядно». В XX веке территория крепости «Черепаха» была поглощена шлакоотвалами Таганрогского металлургического завода.
25 ноября 1805 года вышло распоряжение Министра внутренних дел России «О раздаче земли» по Большой Черепахе под посадку каштанов и виноградников с обязательством в два года утилизировать местность указанным образом (в противном случае земля подлежала изъятию). 9 марта 1806 года городскому голове, купцу К. Д. Проскурину в этом районе было отведено 11 десятин 725 кв. сажен земли для насаждения тутовых деревьев.
По обе стороны балки Большая Черепаха у её устья в 1-й четверти XIX века находилось имение барона Отто Романовича Пфейлицера-Франка, таганрогского градоначальника с 1832 по 1844 годы. Возле имения барона Франка образовалось небольшое село, получившее впоследствии название «Красный холм». В этом селе в 1844 году в семье врача, служившего в таганрогской гимназии с 1843 по 1851 год, родился Константин Аполлонович Савицкий, впоследствии знаменитый художник-передвижник. В дальнейшем село Франковка было переименовано в Бароновку и вошло в состав Таганрога. В XX веке поглощено территорией металлургического завода.
Вдоль русла реки в районе железнодорожной станции «Марцево» расположен лесной массив под названием урочище «Черепаха».
В месте примыкания балки Большая Черепаха к Таганрогскому заливу на рубеже XIX и XX веков была устроена бухта металлургического завода, ныне бухта Андреева. Сюда были проложены две железнодорожные ветки, связавшие бухту с территорией завода. Водная территория гавани имела три пристани, сооруженные из смешанных металлических и деревянных конструкций. К ним швартовались грузовые суда, доставлявшие для завода сырье из Керчи и Украины. Позднее здесь был построен элеватор.
У устья балки Большая Черепаха «Обществом русских томасофосфатных заводов» в 1901 году между заводом «Таганрогского металлургического общества» и берегом Таганрогского залива был основан новый завод с капиталом 5 млн руб. На основе переработки отходов металлургического производства он выпускал томасшлак и различные удобрения: чилийскую соль (аммиачная селитра), калий и другие.

## Современное состояние
Во второй половине XX века часть реки от улицы Дзержинского и практически до самого устья в районе профилактория «Тополь» была «спрятана» в подземный ливнесточный коллектор, над которым было выстроено множество как городских сооружений, так и сооружений Таганрогского металлургического завода.

Строительство подземного коллектора Большой Черепахи между ул. Дзержинского и ул. Морозова. 1970 г.

По данным мониторинга качества вод в 2005 году воды Большой Черепахи содержали превышение по аммонию (до 1,4 ПДК), нитритам (до 47,8 ПДК), фосфатам (до 1,7 ПДК), марганцу (до 6,3 ПДК), железу (до 2,4 ПДК), нефтепродуктам (до 3,2 ПДК), никелю (до 2,3 ПДК), ванадию (до 18,9 ПДК), молибдену (до 8 ПДК). Соответственно столь же сильно загрязнены тяжелыми металлами и донные отложения.
Открытые участки водосборной площади реки Большая Черепаха подвержены подтоплениям и заболачиванию.
Ежегодно весной таганрожцы проводят субботники по очистке территории балки Большой Черепахи от мусора и сухих веток.
В августе 2016 года на территории рощи «Дубки» в один из коллекторов, сбрасывающих стоки в Большую Черепаху, забрались местные мальчишки. Их вызволяли сотрудники городского спасательного подразделения. Управление ЖКХ администрации города не располагало информацией о владельце этого коллектора.
В рамках заключенного муниципального контракта в июле 2020 года были выполнены восстановительные работы от колодца на пересечении переулков 14-го Артиллерийского и Батайского и далее по переулку Батайскому протяженностью 134 метра..
Жители Таганрога в периодически выражают обеспокоенность состоянием реки, русло которой проходит в границах рощи «Дубки». Таганрожцы пишут, что водный объект необходимо расчистить от мусора и жалуются на неприятный запах.
Федеральным агентством водных ресурсов в 2022 году  было согласовано мероприятие «Разработка проектно-сметной документации по мероприятию «Расчистка балки Большая Черепаха в г. Таганроге Ростовской области». По результатам проведения конкурсных процедур заключен контракт с ООО «Еврогеопроект» на разработку проектно-сметной документации. В текущем году разработанная по заданию минприроды Ростовской области ПСД получила положительное заключение экспертизы. Реализация работ по расчистке осуществляется силами государственного бюджетного учреждения «Управление водохозяйственным комплексом Ростовской области», подведомственного министерству природных ресурсов и экологии РО. Работы начаты 3 июля 2023 года. По состоянию на 18 июля силами 20 рабочих было расчищено около 400 м (участок от ул. Московской до детской площадки). Работы должны быть завершены в сентябре 2023 года. Стоимость работ — 4,9 млн руб. из средств федерального бюджета.